# Ancsing
Ancsing (kínaiul: 安庆, pinjin: Ānqìng) prefektúra szintű város Kínában, Anhuj tartományban. Lakosainak száma 4 165 284 fő (2020).

## Népesség
| 2019 | 4 723 000 |
| 2020 | 4 165 284 |

## Testvérvárosok
- Ibaraki
- Kütahya